# وارن سور فوزن
ورنس سور فوزن (به فرانسوی: Varennes-sur-Fouzon) یک کامین در فرانسه است که در Canton of Saint-Christophe-en-Bazelle واقع شده‌است.

## خصوصیات
ورنس سور فوزن ۲۲٫۸۵ کیلومترمربع مساحت و ۷۲۰ نفر جمعیت دارد و ۹۸ متر بالاتر از سطح دریا واقع شده‌است.